# 1997 WU21
1997 WU21 är en asteroid i huvudbältet som upptäcktes 30 november 1997 av den japanska astronomen Takao Kobayashi vid Ōizumi-observatoriet.
Asteroiden har en diameter på ungefär 8 kilometer.